# Mini-métro de Pérouse
Le mini-métro de Pérouse est une ligne automatique de transport en commun ouvert dans la ville italienne de Pérouse, en Ombrie, le 29 janvier 2008. Il est exploité par la société Minimetrò SpA.
La ligne (notamment la couleur rouge du viaduc), le matériel et les stations sont dessinées par l'architecte français Jean Nouvel.

## Genèse

Plan du métro de Pérouse (en rouge), du projet de ligne 2 (en rouge clair) et du réseau ferroviaire FS (en gris).

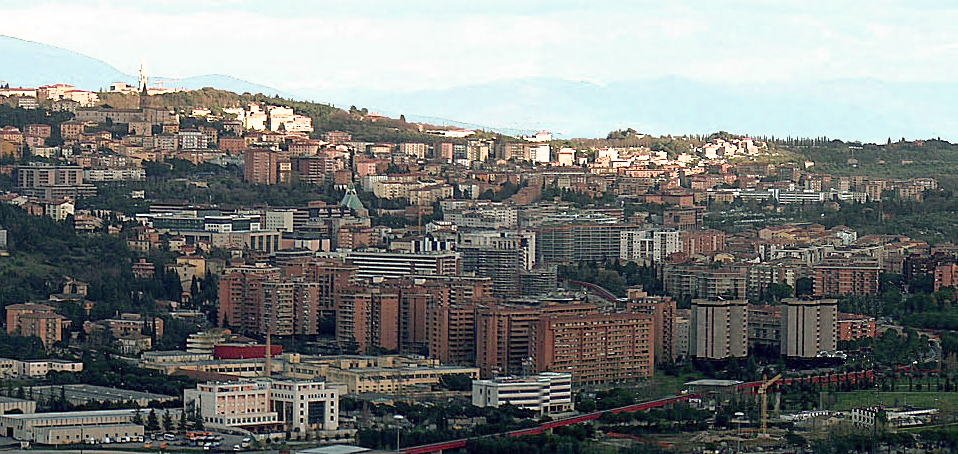
Le viaduc rouge en bas de la ville de Pérouse est la partie basse de la ligne de métro, entre les stations Pian di Massiano et Madonna Alta.

Au début des années 2000, l'objectif est de limiter l'usage de l'automobile entre les parties basses et hautes de la ville, capitale de l'Ombrie, qui compte plus de 220 000 personnes en déplacement quotidien. Le Minimetrò s'intègre dans une politique de transport vieille de vingt ans : zone de trafic automobile limitée et escaliers mécaniques facilitant les liaisons piétonnes dans la vieille ville à partir des parcs de stationnement centraux.

## Ligne 1

### Parcours
En 12 minutes en heure de pointe et 14 minutes en heure creuse, la ligne d'environ 4 kilomètres de long dessert le vieux centre de Pérouse, dominant le reste de la ville, puis descend de 438 mètres d'altitude à 277 mètres vers l'ouest jusqu'à la proximité de la gare FS et de la cité administrative, puis du stade. Trois sections sont souterraines, dont un passage de plus de 300 mètres entre le terminus Pincetto et la seconde station Cupa.
Sa construction a finalement coûté 95 millions d'euros, dont un peu moins des deux tiers proviennent de l'État italien.

### Stations
Les stations de la ligne 1 (rouge sur les plans) sont numérotées de 01 à 07. Les stations 01 et 02 sont souterraines.
1. Terminal Pincetto (accès au centre-ville par escalier mécanique et ascenseur incliné),
2. Cupa (accès au centre-ville par escalier mécanique),
3. Case Bruciate,
4. Fontivegge (à proximité de la gare FS de Pérouse),
5. Madonna Alta,
6. Cortonese,
7. Terminal Pian di Massiano (parc de stationnement de 3000 places gratuit, garage et atelier des voitures).

### Matériel roulant

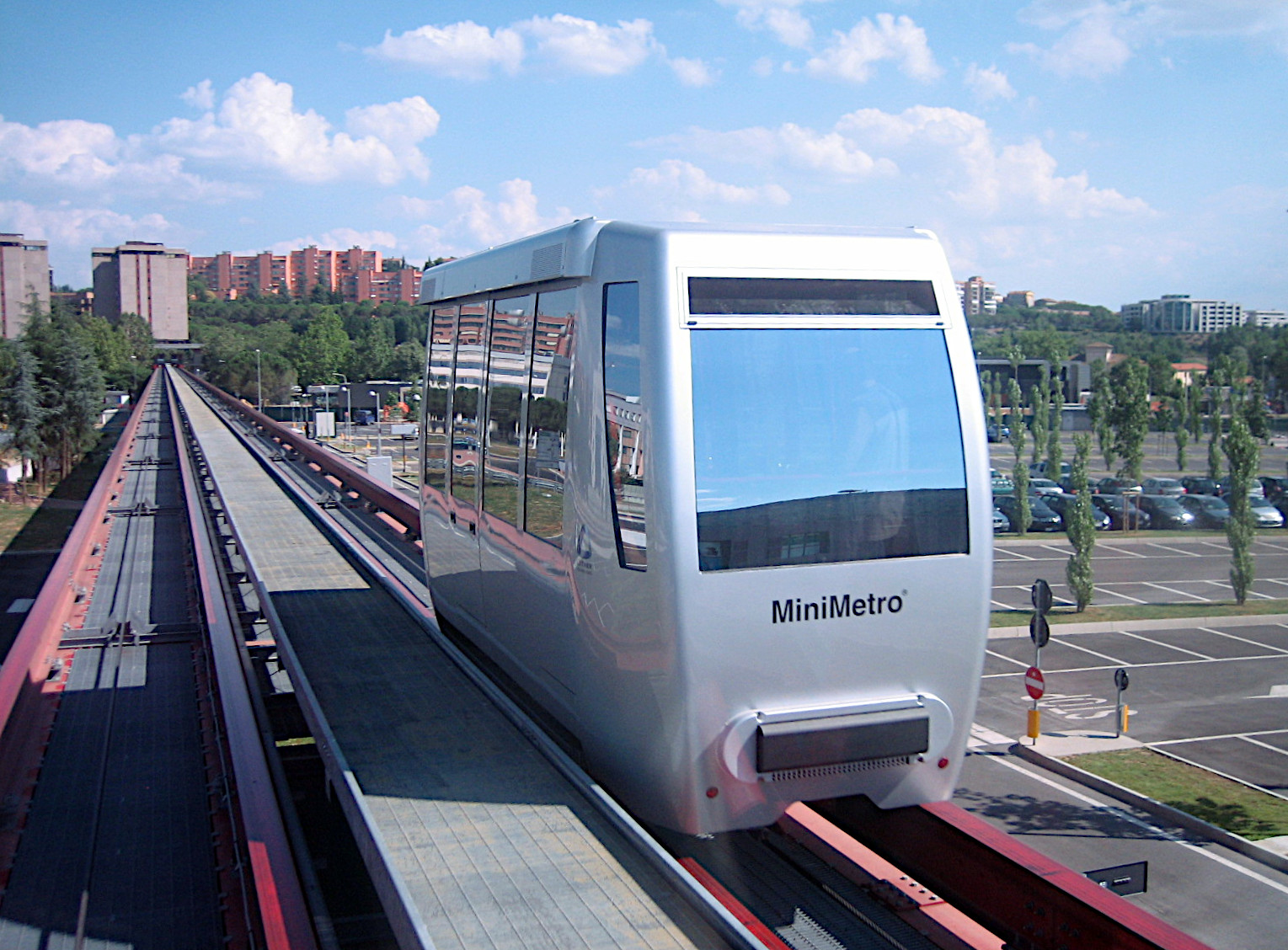
Rame du Minimetrò.

La ligne est équipée de 27 voitures de 5,7 m de long pour 2,1 m de large, créées par le constructeur de remontées mécaniques Leitner. Montées sur pneus, elles sont tractées par un câble de 6 km de long entre chaque station.

## Projets
Une seconde ligne était prévue dans le projet initial. Longue de 2 km, elle reliait le quartier de l'hôpital au nord-est à Pincetto, puis allait jusqu'à la gare FCU Sant'Anna au sud de la vieille ville,. Ce projet n'a pas eu de suite à ce jour.